# 酒悦
株式会社酒悦（しゅえつ）は、漬物・佃煮・惣菜を手がける食品製造販売業者。1675年（延宝3年）創業で、福神漬、のり佃煮、くきわかめ（佃煮）の初祖メーカーとしても知られている。1983年に東洋水産のグループ会社となっている。本社所在地は東京都港区、本店所在地は台東区上野。

## 歴史

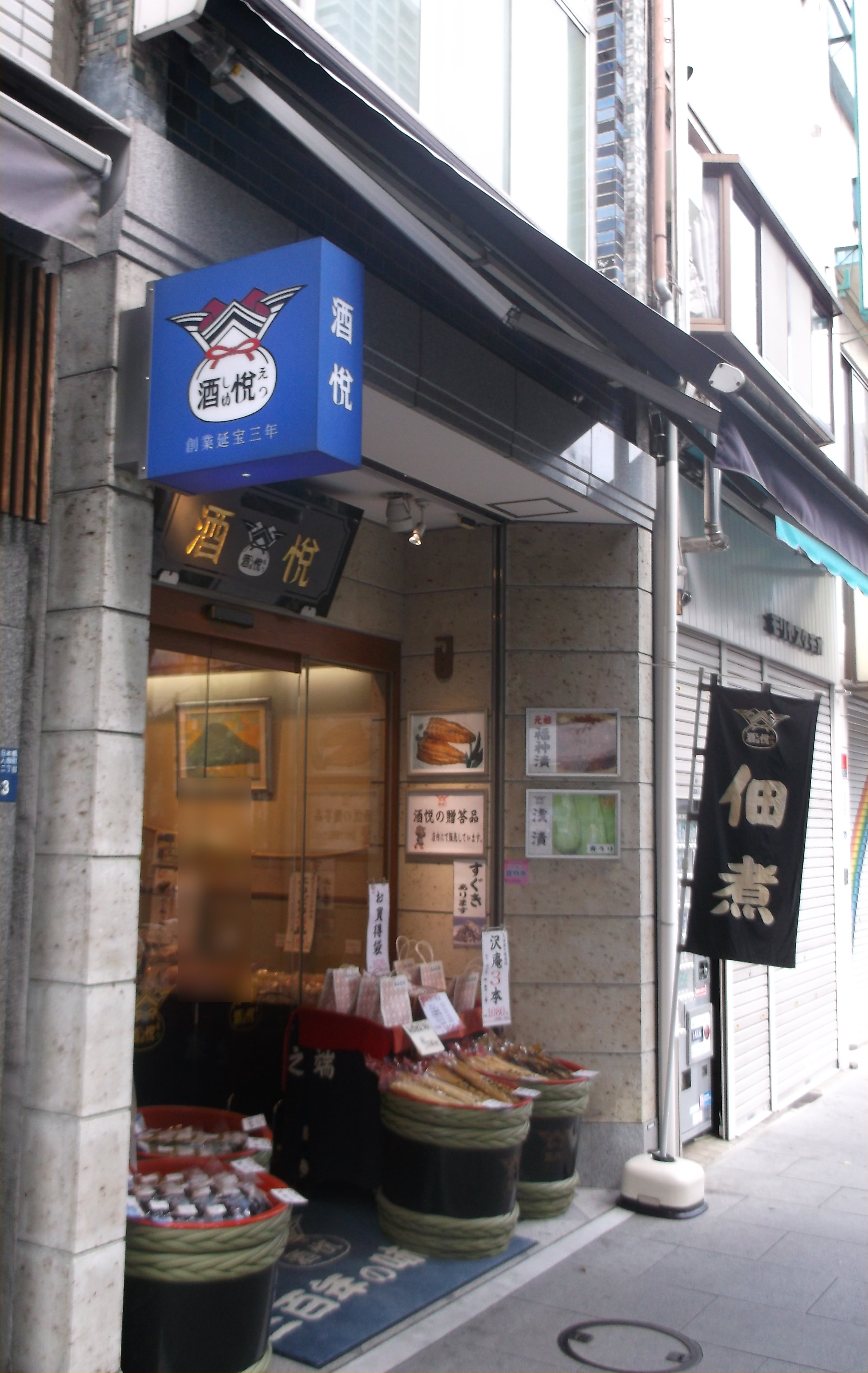
直営店の人形町店（2014年撮影）

1675年（延宝3年）、伊勢国山田出身の野田清右衛門が本郷に「山田屋」を開いたことをもって創業とする。当初は伊勢（あるいは東海地方）から取り寄せた海産物を扱っていた。
のちに、寛永寺門前の上野池之端に移転。酒の肴となる珍味類（うにやこのわた、海苔、香煎）も取り扱うようになった。「酒悦」の屋号は輪王寺門跡から賜ったものとされる。
福神漬は、1878年（明治10年）頃に15代当主の野田清右衛門によって発明されたとされる。
しかしライバルの桃屋に市場を奪われ経営が悪化し、1977年（昭和52年）に経営破綻した。
一説には、設備投資に関する借金の金利負担を軽減するため、1973年（昭和48年）に始めた低価格品への参入が、かえってブランドイメージを悪化させるなど経営に悪影響を及ぼしたとされる:84-85。その後1983年（昭和58年）に東洋水産が同社を傘下に収め現在に至っている。